# Booz Allen Hamilton
Booz Allen Hamilton este o firmă americană de consultanță, cu sediul în McLean, Virginia, înființată în anul 1914.
Compania furnizează servicii către guvern și alte organizații publice, companii și instituții.
Cu aproximativ 21.000 angajați pe 6 continente, compania are vânzări de aproximativ 4 miliarde USD pe an.